# Arctosa raptor
Arctosa raptor es una especie de araña araneomorfa del género Arctosa, familia Lycosidae. Fue descrita científicamente por Kulczyński en 1885.
Habita en Nepal, Rusia (Kamchatka), Estados Unidos y Canadá (desde Alaska a Terranova). El macho mide 8-11,7 mm y la hembra 11-16 mm.